# Allochrostes rubridentata
Allochrostes rubridentata är en fjärilsart som beskrevs av W. Warren 1897. Allochrostes rubridentata ingår i släktet Allochrostes och familjen mätare. Inga underarter finns listade i Catalogue of Life.